# جون ماكغريغور (لاعب كرة قدم)
جون ماكغريغور (بالإنجليزية: John McGregor)‏ هو لاعب كرة قدم بريطاني في مركز الدفاع، ولد في 5 يناير 1963 في أردري ‏ في المملكة المتحدة. لعب مع ليدز يونايتد ونادي رينجرز ونادي سانت ميرين ونادي ليفربول.